# Nikola Tesla, Niška Banja
Nikola Tesla (izvirno srbsko Никола Тесла) je naselje v Srbiji, ki upravno spada pod Občino Niška Banja; slednja pa je del Niškega upravnega okraja.

## Demografija
V naselju živi 2786 polnoletnih prebivalcev, pri čemer je njihova povprečna starost 38,0 let (37,3 pri moških in 38,7 pri ženskah). Naselje ima 1214 gospodinjstev, pri čemer je povprečno število članov na gospodinjstvo 2,91.
To naselje je, glede na rezultate popisa iz leta 2002, večinoma srbsko.
|  |

| Demografija | Demografija     | Demografija     |
| Leto        | Št. prebivalcev | Št. prebivalcev |
| ----------- | --------------- | --------------- |
|             |                 |                 |
|             |                 |                 |
|             |                 |                 |
|             |                 |                 |
| 1948        | 686             |                 |
| 1953        | 880             |                 |
| 1961        | 1500            |                 |
| 1971        | 2360            |                 |
| 1981        | 3029            |                 |
| 1991        | 3710            | 3672            |
| 2002        | 3645            | 3532            |
|             |                 |                 |

| Etnična sestava po popisu iz leta 2002 | Etnična sestava po popisu iz leta 2002 | Etnična sestava po popisu iz leta 2002 | Etnična sestava po popisu iz leta 2002 | Etnična sestava po popisu iz leta 2002 |
| -------------------------------------- | -------------------------------------- | -------------------------------------- | -------------------------------------- | -------------------------------------- |
| Srbi                                   | Srbi                                   |                                        | 3.411                                  | 96,57%                                 |
| Romi                                   | Romi                                   |                                        | 74                                     | 2,09%                                  |
| Makedonci                              | Makedonci                              |                                        | 7                                      | 0,19%                                  |
| Črnogorci                              | Črnogorci                              |                                        | 4                                      | 0,11%                                  |
| Hrvati                                 | Hrvati                                 |                                        | 2                                      | 0,05%                                  |
| Bolgari                                | Bolgari                                |                                        | 2                                      | 0,05%                                  |
| Bošnjaki                               | Bošnjaki                               |                                        | 2                                      | 0,05%                                  |
| Jugoslovani                            | Jugoslovani                            |                                        | 2                                      | 0,05%                                  |
| Rusi                                   | Rusi                                   |                                        | 1                                      | 0,02%                                  |
| Muslimani                              | Muslimani                              |                                        | 1                                      | 0,02%                                  |
| Neznano                                | Neznano                                |                                        | 13                                     | 0,36%                                  |